# 新加坡华文教研中心
新加坡华文教研中心 (英文： Singapore Centre for Chinese Language; 缩写： SCCL; 拼音：xīn jiā pō huá wén jiào yán zhōng xīn) 由新加坡总理李显龙在2008年9月6日宣布成立， 并于2009年11月17日揭幕。 新加坡中心成立的宗旨是加强双语环境下华文作为第二语言的教学成效，并满足以非华语为家庭用语的学生学习华文的需要。
由新加坡教育部和国立教育学院合作设立的新加坡华文教研中心拥有自主权，是南洋理工大学的一个独立机构。  新加坡华文教研中心通过提供优质的培训课程，提升华文教师的教学素养、教学能力与专业水平，并竭力促进华族语言文化在新加坡的发展。新加坡华文教研中心也着重创新教学与学习策略的研究，致力在双语环境中推广行之有效的华文教学法，开拓出独特、有效的教学方式，以加强其作为本区域华文第二语言教研中心的地位。

## 培训
新加坡华文教研中心于2009年6月正式开办华文教师在职培训课程。 通过提供优质的在职培训，中心致力提升华文教师的教学素养、教学能力与专业水平。 迄今，华文教研中心已经培训超过30,000名华文教师。 
为提供华文教师继续深造的机会，新加坡华文教研中心与香港大学教育学院合作，开设教育学硕士（中国语文教与学）和教育博士（中国语文教育研究）课程。此外，教研中心也与新跃大学和新苗师范学院联办学前华文教育学士学位课程。

## 研究
新加坡华文教研中心致力于华文教学的各种研究。秉持“先研-后证-再教”的科研理念，中心根据新加坡华文教学的实际需要，验证了多种华文教学法，并出版相关的教学配套与学术论著。同时，中心也开发了各种面向华文教师及学生的资源、平台与应用程式，满足华文教学和学习的需要。

## 出版物
南大-新加坡华文教研中心出版社 （页面存档备份，存于）于2012年5月成立，通过出版学术论著（教学与教育）、学术期刊、教学工具书、儿童读物和教学配套，进一步推进新加坡华文教学的研究和华文作为第二语言的学习。除此之外，新加坡华文教研中心与新加坡华文教师总会联合出版的学术期刊《华文学刊》更获收录为中文社会科学引文索引（CSSCI）海外版来源期刊，奠定其学术地位。

## 华文作为第二语言之教与学国际研讨会
为了进一步推动华文作为第二语言的教与学之理论与应用研究，促进国内外华语文教学的国际交流，新加坡华文教研中心自2009年起每两年举办一次“华文作为第二语言之教与学”国际研讨会。 研讨会提供新加坡与海外的研究员、学者、教育工作者一个分享研究心得与教学经验的平台。2015年9月9至10日，新加坡华文教研中心于新加坡义安理工学院举办第四届“华文作为第二语言之教与学”国际研讨会，吸引超过1,000名前线教师和教育工作者与会交流。与会者来自世界各地，包括新加坡、澳洲、汶莱、中国大陸、丹麦、英国、德国、香港、印尼、日本、马来西亚、纽西兰、菲律宾、瑞士、台湾、泰国和美国。